# Verba Sacra

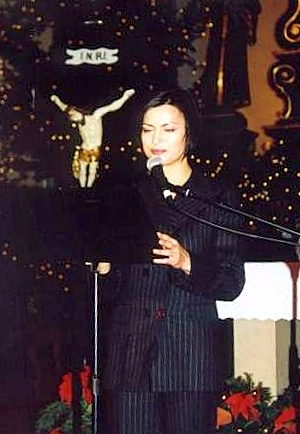
Verba Sacra – czytanie Biblii w języku kaszubskim w wykonaniu Danuty Stenki

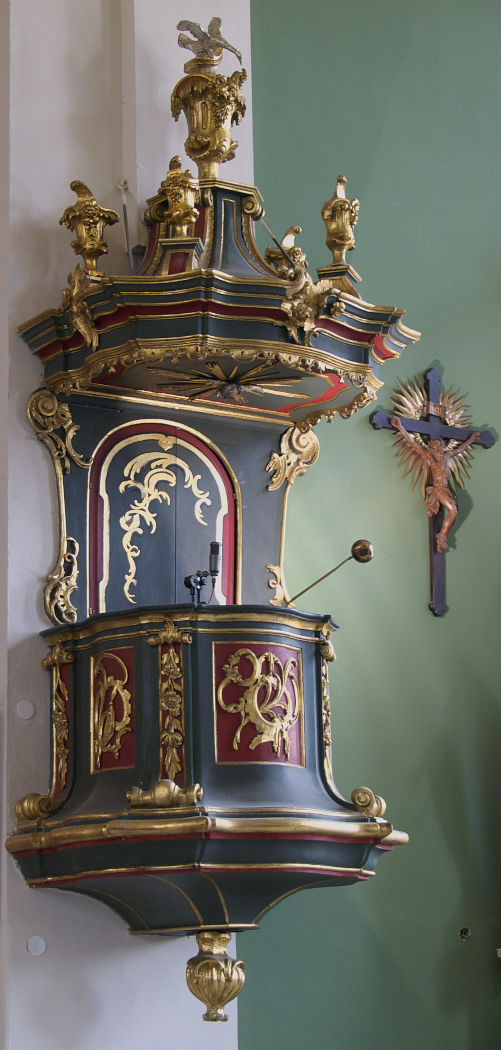
Ambona barokowa w kolegiacie wejherowskiej

Verba Sacra – projekt interdyscyplinarny o charakterze artystyczno-naukowo-religijnym, poświęcony tradycji słowa w kulturze duchowej ze szczególnym uwzględnieniem dziedzictwa europejskiego. Realizacja projektu rozpoczęła się w styczniu 2000 w formie cyklu dwunastu prezentacji tekstów biblijnych.
Organizatorem projektu jest Uniwersytet im. Adama Mickiewicza w Poznaniu – Wydział Teologiczny, Wydział Fizyki oraz Wydział Studiów Edukacyjnych. Pomysłodawcą projektu jest reżyser Przemysław Basiński.
W 2003 projekt Verba Sacra rozszerzył się o język kaszubski. Od tego czasu, zawsze w styczniu, słowo Biblii w tłumaczeniu na język kaszubski wybrzmiewa w kolegiacie wejherowskiej – w kościele pw. św. Trójcy w Wejherowie. Fragmenty Pisma św. czyta pochodząca z Pomorza, a dokładnie z Gowidlina, Danuta Stenka. Organizatorem spektaklu  jest prezydent miasta Krzysztof Hildebrandt we współpracy z ks. prałatem T. Reszką i Uniwersytetem im. Adama Mickiewicza w Poznaniu.
W ramach projektu realizowane są następujące przedsięwzięcia:
- Modlitwy Katedr Polskich
- Modlitwy Katedr Europejskich
- Wielka Klasyka – obejmujący dzieła klasyki narodowej i światowej,
- Festiwal Sztuki Słowa wraz z konkursem na interpretację tekstu sakralnego i religijnego,
- Polski Maraton Biblijny Biblia A i Ω

W projekcie udział wzięli artyści sceny narodowej, m.in.:

- Teresa Budzisz-Krzyżanowska,
- Dorota Chotecka,
- Agnieszka Fatyga,
- Maja Komorowska,
- Małgorzata Kożuchowska,
- Zofia Kucówna,
- Halina Łabonarska,
- Anna Polony,
- Kinga Preis,
- Dorota Segda,
- Anna Seniuk,
- Joanna Szczepkowska,
- Danuta Stenka,
- Halina Winiarska,
- Piotr Adamczyk,
- Mariusz Bonaszewski,
- Krzysztof Globisz,
- Krzysztof Gosztyła,
- Zbigniew Grochal,
- Gustaw Holoubek,
- Jerzy Kiszkis,
- Krzysztof Kolberger,
- Wiesław Komasa,
- Andrzej Lajborek,
- Marek Kondrat,
- Aleksander Machalica,
- Henryk Machalica,
- Piotr Machalica,
- Tadeusz Malak,
- Jan Matyjaszkiewicz,
- Daniel Olbrychski,
- Radosław Pazura,
- Jan Peszek,
- Jerzy Radziwiłowicz,
- Mariusz Sabiniewicz,
- Andrzej Seweryn,
- Piotr Skarga,
- Maciej Stuhr,
- Jerzy Trela,
- Krzysztof Wakuliński,
- Zbigniew Zapasiewicz,
- Wiktor Zborowski,
- Jerzy Zelnik,
- Edward Żentara.
- Kazimierz Kaczor.